# Wilbert Robinson (allenatore di baseball)
Wilbert Robinson (Bolton, 29 giugno 1863 – Atlanta, 8 agosto 1934) è stato un giocatore di baseball e allenatore di baseball statunitense che ha giocato nel ruolo di ricevore nella Major League Baseball (MLB). È stato introdotto nella National Baseball Hall of Fame nel 1945 per i suoi meriti come allenatore.

## Carriera
Robinson giocò come ricevitore nella MLB vincendo tre titoli della National League consecutivi con i Baltimore Orioles. Uno dei momenti migliori della carriera fu quando batté 7 valide il 10 giugno 1892. In quella partita ebbe anche un record di 11 punti battuti a casa che fu battuto da Jim Bottomley proprio contro i Brooklyn Dodgers allenati da Robinson il 16 settembre 1924.
Dopo la carriera da giocatore Robinson allenò per una stagione un'altra versione degli Orioles (i futuri New York Yankees) nel 1902. Nel 1914 prese le redini della franchigia di Brooklyn nella National League. La squadra aveva diversi soprannomi inclusi "Bridegrooms", "Superbas" e "Dodgers", ma durante gli anni Robinson, durati fino al 1931, la squadra si definì spesso "Robins" in onore del loro manager, che acquisì il soprannome di "Uncle Robbie".
Nei suoi 18 anni alla guida della squadra, Robinson ebbe un record di 1375–1341, vincendo il pennant della National League nel 1916 e nel 1920, gli unici della franchigia tra il 1901 e il 1940. Nelle World Series fu sconfitto rispettivamente dai Boston Red Sox e dai Cleveland Indians. Le sue 1375 vittorie nella NL erano, all'epoca, il terzo massimo della storia della lega, dietro a John McGraw (allora con 2652) e Fred Clarke (1602).
Robinson era noto per ottenere grandi prestazioni dallo staff dei lanciatori, come risultato dei suoi anni come ricevitore. Tra i lanciatori che portò al successo vi furono Joe McGinnity, Rube Marquard, Dazzy Vance e Burleigh Grimes.